# Última Esperanza
Última Esperanza (hiszp. Provincia de Última Esperanza) – prowincja w południowym Chile, w północnej części regionu Magallanes. Stanowi jedną z czterech prowincji regionu. Siedzibą administracyjną jest miasto Puerto Natales. Funkcję gubernatora pełni Ana Mayorga Bahamonde.
W prowincji znajduje się Park Narodowy Torres del Paine.

## Podział administracyjny
W skład prowincji wchodzą 2 gminy: Natales i Torres del Paine.

## Demografia
W 2002 roku prowincję zamieszkiwało 19 855 mieszkańców.
Zmiana liczby ludności w latach 1992 - 2002 z uwzględnieniem podziału na gminy:
| Gmina            | 1992   | 2002   | zmiana w % |
| Natales          | 17 275 | 19 116 | +10,7      |
| Torres del Paine | 482    | 739    | +53,3      |